# Hot Lips Page
Oran Thaddeus Page, ps. „Hot Lips” (ur. 27 stycznia 1908 w Dallas, zm. 5 listopada 1954 w Nowym Jorku) – amerykański muzyk jazzowy, trębacz, wokalista i bandlider. Jeden z najwszechstronniejszych trębaczy epoki swingu, prekursor rhythm and bluesa; Afroamerykanin

## Życiorys
Jego matka, Maggie Veal z d. Edwards, nauczycielka, pianistka i śpiewaczka, zapoznała go z podstawami muzyki, gdy był dzieckiem. W wieku dwunastu lat grał już na klarnecie, saksofonie i trąbce. Występował w Dallas z miejscowym zespołem młodzieżowym, prowadzonym przez perkusistę Luxa Alexandra. Uczęszczał do Corsicana High School oraz Texas College w Tyler. Przez pewien czas pracował na polach naftowych.
Jako muzyk karierę zawodową rozpoczął w latach 20. XX wieku. Jeździł z koncertami po południowym zachodzie USA w zespołach m.in. wokalistek bluesowych – „Ma” Rainey, Bessie Smith oraz Idy Cox. W latach 1928–1931 grał w zespole The Blue Devils niespokrewnionego z nim Waltera Page’a. Od 1929 dużo nagrywał, głównie pod własnym nazwiskiem. Współpracował z wytwórniami Vocalion, Decca i Harmony Records. W 1932 został członkiem orkiestry Benniego Motena, po którego śmierci w 1935 kierownictwo zespołu przejął młody pianista Count Basie. Orkiestra – z wokalistą Jimmym Rushingiem w składzie – miała stały angaż w klubie Reno w Kansas City. W 1936 – tuż przed ogólnokrajowym sukcesem Basiego – „Hot Lips” zdecydował się na podjęcie kariery solowej i wyjazd do Nowego Jorku. Stało się to za sprawą koryfeusza trąbki, Louisa Armstronga, który polecił go swojemu menadżerowi – Joemu Glaserowi. Chciał, żeby Basie i zespół pojechali z nim jako bandliderem, ale Count odmówił. Jako lider nigdy nie zyskał takiego uznania, jakie miał w roli sidemana, mimo że jego big-band nie miał kłopotów z angażami. W Nowym Jorku pracował w klubie Onyx oraz Bedford Ballroom (w drugim lokalu z zespołem Louisa Metcalfa}. W 1940 nagrywał ze swoim The Hot Lips Page Trio dla wytwórni Bluebird oraz grał w big-bandzie Buda Freemana. Od 1941 do 1942 jako trębacz solista oraz wokalista występował w The Symphonic Swing Orchestra Artiego Shawa. Ponadto na początku lat 40. prowadził zespół Teatru Apollo. Przez swoich kolegów był wówczas nazywany: „Mr After Hours”, gdyż chętnie grał w nocnych jam sessions. W 1941 zarejestrowano jego grę w stylu wczesnego bebopu w klubie Minton’s Playhouse. Jednocześnie dużo nagrywał jako sideman. Pracował m.in. z septetem Mezzrow–Bechet, wokalistami Dannym Barkerem i Pearl Bailey, kontrabasistą Popsem Fosterem i perkusistą Sidem Catlettem, oraz śpiewał razem z Cousinem Joe. W 1944 nagrywał z własnymi zespołami: The Hot Lips Page Orchestra i The Hot Lips Page Swing Seven.
W maju 1949 po raz pierwszy udał się do Europy, żeby wystąpić w Salle Pleyel w Paryżu na Międzynarodowym Festiwalu Jazzowym (Festival International 1949 de Jazz), na którym pojawiła się plejada amerykańskich gwiazd jazzu. Ponownie odwiedził Europę w latach 1951 i 1952. Odbył tournées po Skandynawii i Francji.
Zmarł przedwcześnie w Nowym Jorku w wieku 46. lat. Został pochowany w Dallas. Spoczął obok matki na miejscowym Lincoln Memorial Cemetery.

## Wybrana dyskografia
- Mezzrow Bechet Quintet & Mezzrow Bechet Septet avec Lips Page – Mezzrow–Bechet Quintet & Septet, Volume 3 (Vogue)
- 1951 Jamming at Rudi’s, No. 2 – Hot Lips Page, Tyree Glenn, Sonny Greer, Paul Quinichette, Burney Peacock, Walter Page, Dan Burley, Danny Barker (Circle)
- 1973 Hot Lips Page – After Hours in Harlem (Onyx Records)
- 1975 Joe Guy & Hot Lips Page – Trumpet Battle at Minton’s (Xanadu Records)
- 1976 Sweets, Lips & Lots of Jazz – Harry Edison–Hot Lips Page–Roy Eldridge (Xanadu)

Zestawienie wg dat wydania płyt